# Valky
Valky (in ucraino Валки?, in russo Валки?, Valki) è una città ucraina (8577 abitanti) situata nel distretto di Bohoduchiv, nell'oblast' di Charkiv. Ospita l'amministrazione della comunità territoriale di Valky, una delle comunità territoriali dell'Ucraina.
Fino al 18 luglio 2020 Valky è stato il centro amministrativo del distretto di Valky, abolito come parte della riforma amministrativa dell'Ucraina, che ha ridotto a sette il numero dei distretti dell'oblast' di Charkiv. L'area del distretto di Valky è stata fusa nel distretto di Bohoduchiv.
Valky fu fondata nel 1646.